# 7급 공무원 응시생 공무원 시험 성적 조작 사건
7급 공무원 응시생 공무원 시험 성적 조작 사건(혹은 공시생 정부청사 침입사건)은 2016년 3월 26일 오후 9시 5분쯤 2016년 국가직 지역인재 7급 수습직원 선발 필기시험에 응시한 26살 송모씨가 서울의 정부서울청사 16층 인사혁신처에 들어와 시험 담당자의 컴퓨터를 가동하여 자신의 이름을 추가해 합격자 명단을 조작한 사건이다.
이 사건은 2012년 당시 정부중앙청사 화재 사건 이후 보안이 더 강화되었으나 이 마저도 완벽하게 막지 못했고, 거기에다가 공무원 시험을 조작하여 컴퓨터 보안까지 뚫린 터여서 더욱 충격을 주고 있다. 거기에다가 시험지를 훔치고 부정행위까지 저지르면서 공무원 선발 방식도 도마에 올랐다. 이후 보안 방식과 시험 선발 방식에 신뢰도가 추락하자 정부는 이후 보안을 더 강화하겠다고 밝혔고, 국가직 지역인재 7급 수습직원 선발에 대한 전수조사를 실시하였다.

## 같이 보기
- 정부서울청사경비대